# Colotis danae
Espèce
Colotis danae ou Cramoisi est un insecte lépidoptère du  genre Colotis, de la famille des Pieridae.

## Distribution et habitat
Le cramoisi se trouve dans les plaines, dans les régions boisées et broussailleuses en Afrique, dans la péninsule arabique, en Iran, dans le sud et l'ouest de l'Inde et au Sri Lanka.

## Description

### Papillon
Le cramoisi mesure en moyenne de 4,5 à 5 cm d'envergure.

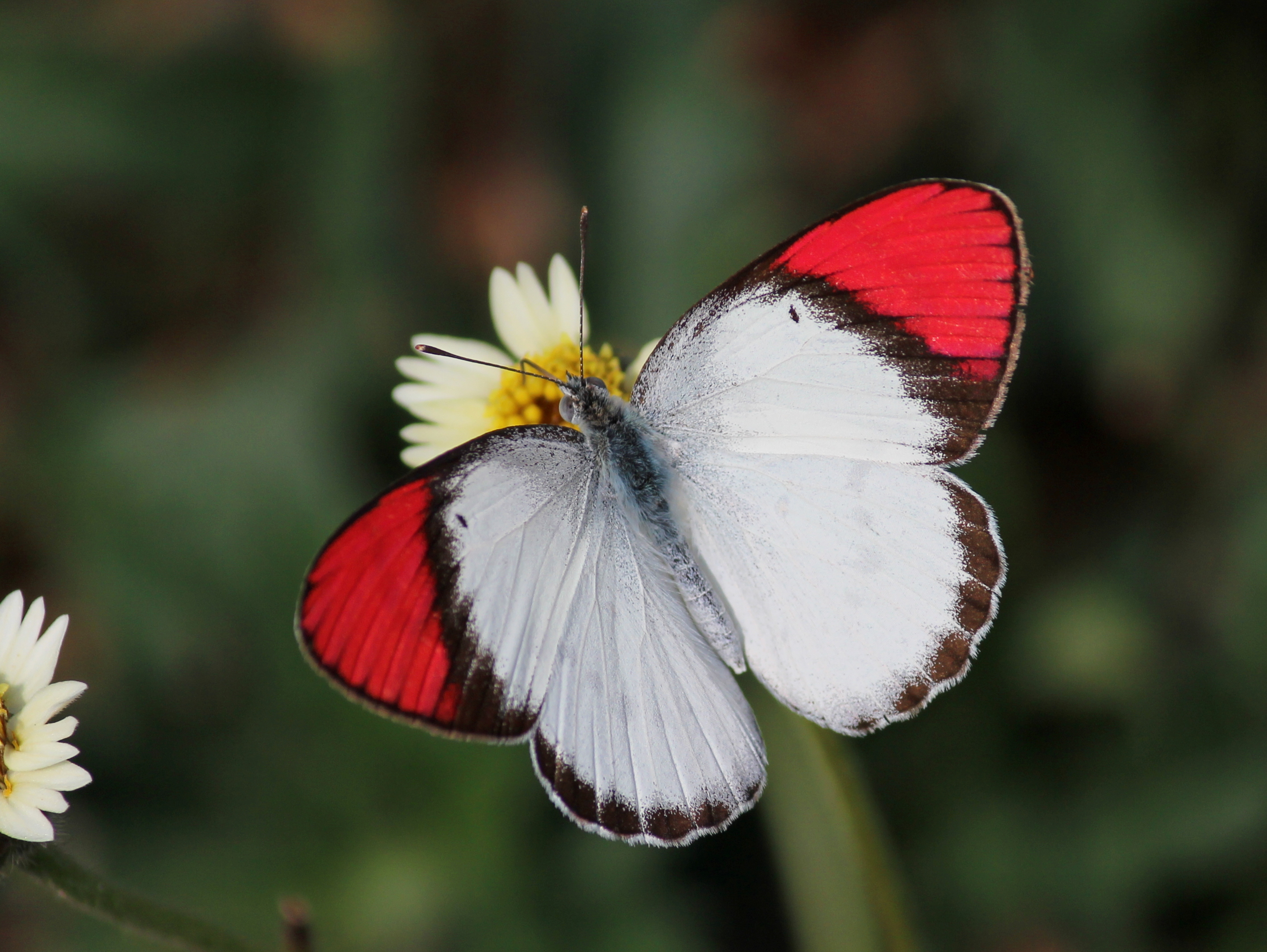
Mâle
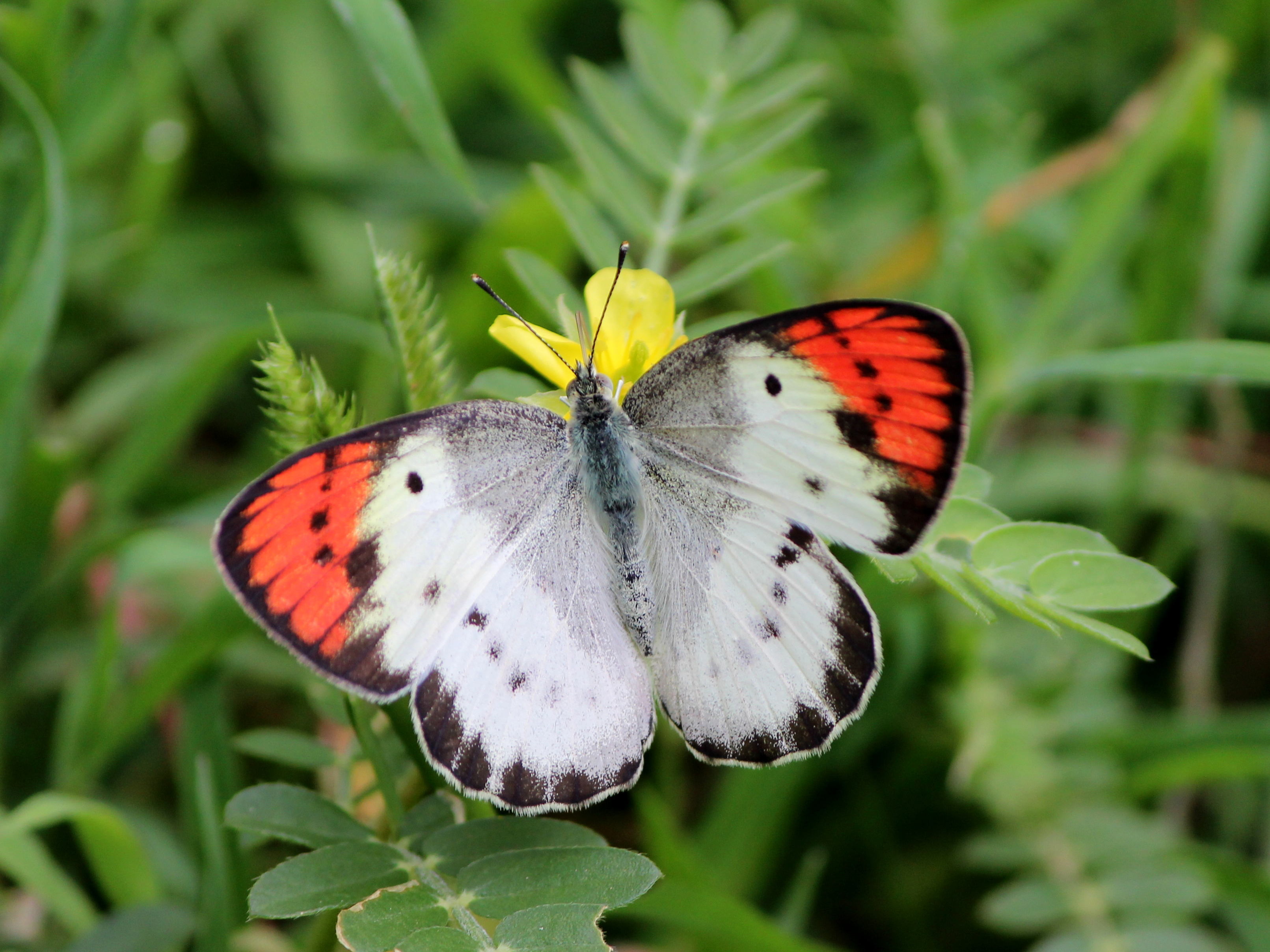
Femelle

Le mâle est blanc avec des taches cramoisies (rouges) sur ses ailes antérieures ; la femelle a des marques noires étendues.

### Chenille
La chenille est vert. Elle se développe dans les capparis, cadaba (cadaba farinosa ...) et maerua.

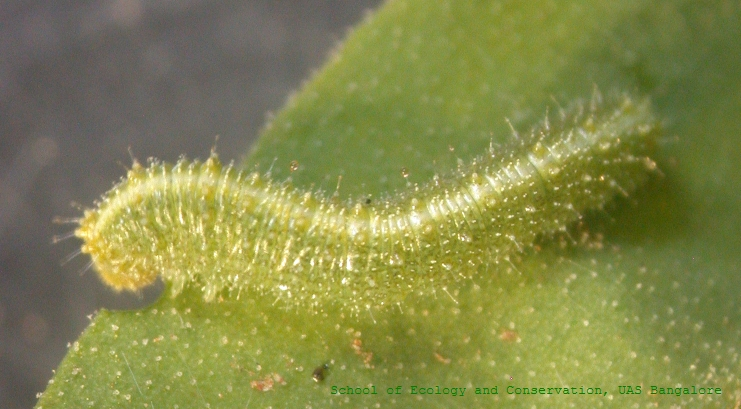
Chenille

## Philatélie
Le Sultanat d'Oman lui a dédié une émission en 2000.